# Torre Pettini
La Torre Pettini è una delle quattordici torri superstiti di San Gimignano. Si trova in via San Matteo.
La torre, a base quadrata, risale al Duecento, così come l'attiguo palazzo. 

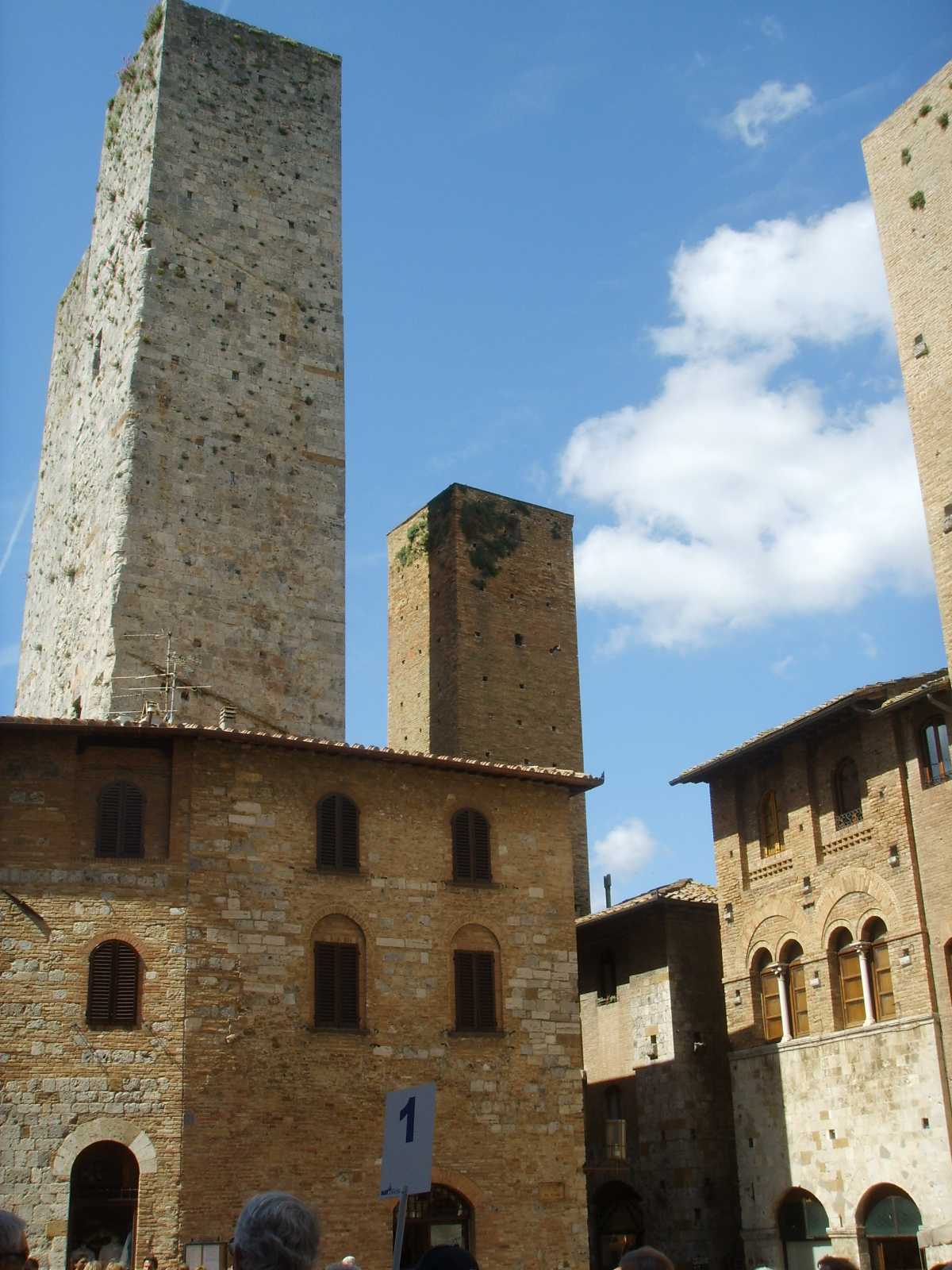
Torre Pettini, dietro la Torre Salvucci
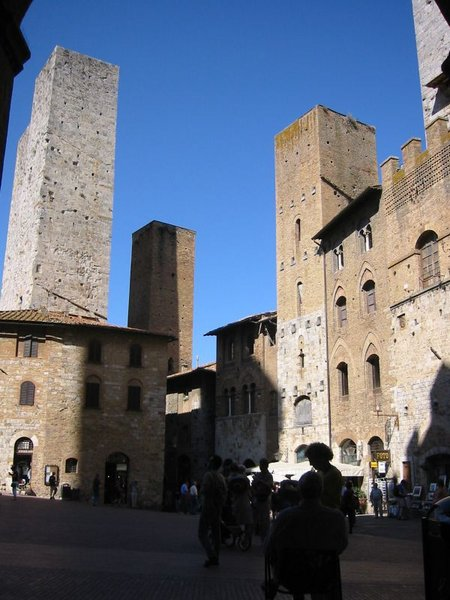
Torre Pettini (al centro)
Torre Pettini